# 吳耀漢
吳耀漢（英語：Richard Ng Yiu Hon，1939年12月27日—2023年4月9日），香港男演員及商人，曾移居英國，兒子吳嘉龍同為藝人。

## 生平
吳耀漢是二房幼子，在十六名兄弟姊妹中排行第八。父親吳海霖是九龍巴士及九龍殯儀舘的創辦人之一，母親於他7歲時離世。吳早年在尖沙咀山林道家族自建的五層高大宅居住，自7歲起入讀聖士提反書院附屬小學，並且留校寄宿。後來升讀聖士提反書院。1955年十五歲那年起到英國伊頓公學求學，其間熱衷於戲劇活動。參與演藝界前是位大學牙醫系學生，但只讀了兩年便輟學，改到英國咸斯特戲劇學院攻讀戲劇課程。畢業後於1967年獲經紀人介紹加入了英國廣播公司主演4部電視喜劇片。礙於不夠生活費糊口，他另外從事中國古董買賣，又在中國酒樓當洗碗員及聖誕節兼職郵差。1970年，吳耀漢基於英國沒有太多發展機會留給華人，加上已婚且育有女兒，不想再當地度過一生，所以回流香港。其妻身為維達·沙宣第一代入室弟子和李小龍御用髮型師，二人於九龍太子道，即聖德肋撒堂對面位置一起經營髮型屋「蘇珊髮型屋」（1970年至1994年移民前），吳因而透過客人、演員金燕玲的關係認識周梁淑怡而加入电视广播有限公司，為《雙星報喜》做創作，然後開始幕前工作，演出《點只咁簡單》。未幾獲許冠文賞識，參演《半斤八両》，在電影中飾演一名軍裝警察。
吳耀漢正式加入影壇前，於1975年創立先鋒影業公司，為演員兼製作人，首部自資監製製片的作品為1976年《一枝光棍走天涯》。加入影壇後的主要作品有於1977年出品的《发錢寒》、於1980年出品的《慌失失》及於1982年出品的《提防小手》等。其演出以喜劇為主，因形象突出，深具喜剧天分，塑造了许多令影迷难以忘怀的经典形象。例如1980年代福星電影系列，他連同洪金寶、馮淬帆、秦祥林、苗僑偉、曾志偉和岑建勳被稱為五福星，更先後憑《奇謀妙計五福星》和《飛越黃昏》兩度獲得香港電影金像獎最佳男主角提名。起初加入影壇不久，吳獲邵氏兄弟的方逸華招手，打算把他羅致旗下，卻因他認為當邵氏旗下不足以賺大錢而作罷。及後又獲嘉禾電影洽談合作機會，結果建立了互惠互利的關係，三年間為嘉禾電影製作了三部電影，包括《龍咁威》、《神偷妙探手多多》以及《慌失失》。後期與嘉禾電影在拆帳上出現糾紛，遂決定只為嘉禾出演電影而不再製作任何作品。及後洪金寶與他洽談合作，促成了往後大受歡迎的五福星系列。1984年，吳耀漢連同岑建勳和葉德嫻主演的五福星衍生電影《神勇雙響炮》，成為警匪喜劇之經典，同班底更一連製作了3部續作。
1989年，周梁淑怡邀請他為亞洲電視製作節目，二人跟林百欣商議後開拍香港首個偷拍整蠱真人秀節目《吳耀漢攪攪震》，由吳擔任節目主持，是以吳相隔10多年後重投電視圈。吳本人當時表明不想參演劇集，因為覺得當年的劇集質素不夠好，所以不想成為製作這種質素的劇集的其中一分子（惟同年稍後改變主意主演了亞視電視劇《司機大佬》）。《吳耀漢攪攪震》推出後大受歡迎，由最初只是拍攝13集加長拍至39集，共有三輯及兩個特別篇，是該年度亞洲電視最高收視節目，為電視台賺了五百萬收入。
失去開拍時那一份衝勁的吳耀漢選擇不再開拍新一輯《吳耀漢攪攪震》，其後他仍然活躍於電影圈，直至1996年舉家移居英國，減少產出以花更多時間陪伴家人，過半退休生活。然而他對演戲仍具濃厚興趣，因此於2000年回港接拍電影《一見鍾情》，偶爾也會客串演出，例如在英國電視劇集《The Bill》飾演一名便利店老闆。及至2009年，無綫電視特意邀请他从英国回来香港，担任万千星辉颁奖典礼2009的最佳节目主持獎颁奖嘉宾。2013年復出接拍電影《殭屍》。2019年出席電影《如珠如寶》首映禮，接受訪問時透露自己患上腎衰竭。停工前一直在中國內地參演網劇，也有拍攝香港電影和香港電台劇集。
2023年4月9日，吳耀漢因心臟停止跳動於將軍澳醫院逝世，享壽83歲。

## 個人生活
吳耀漢有兩段婚姻。他於21歲與一名英國女子結婚，6個月後離婚。1965年再婚直至逝世為止。他與第二任妻子婚後育有三女一子，其中兒子吳嘉龍以雜誌模特兒身份轉型成為電影演員。2015年，吳氏一家參演有線電視節目《帶阿媽去旅行》。

## 參與作品
*以下列表只記錄吳耀漢演出過的影視作品，若有遺漏，請協助補充相關資料。

### 電影
| 年 份  | 片 名                        | 角 色                  | 合 作                                                                                                  | 備 註                             |
| 1976年 | 一枝光棍走天涯               |                        | 劉家榮、黃家達、喬宏、麥嘉                                                                             | 兼任監製                          |
| 1976年 | 半斤八両                     | 沙展                   | 許冠文、許冠英、許冠傑、盧慧芝、趙雅芝                                                                 |                                   |
| 1977年 | 發錢寒                       | 私家侦探               | 許冠英、趙雅芝、張瑛                                                                                   |                                   |
| 1977年 | 點只捉賊咁簡單               | 鍾國仁                 | |                                   |
| 1977年 | 面懵心精                     |                        | |                                   |
| 1979年 | 慌失失                       | 阿漢                   | 方潔玲、喬宏、大細眼、唐菁                                                                             | 自編自導自演                      |
| 1979年 | 神偷妙探手多多               | 神偷錢細               | 喬宏、繆騫人、盧海鵬、黃錦燊、吳宇森 (特別客串)                                                        |                                   |
| 1980年 | 錢作怪                       |                        | 許冠英、古國華                                                                                         |                                   |
| 1981年 | 龍咁威                       | 香耿 / 龍咁威          | 陳欣健、張天愛                                                                                         | 台：替死鬼                        |
| 1982年 | 難兄難弟                     | 吳芝                   | 石天、鍾楚紅、王青、林子祥                                                                             |                                   |
| 1982年 | 提防小手                     | 吳向勤                 | 洪金寶、陳勳奇、葉德嫻                                                                                 |                                   |
| 1983年 | 奇謀妙計五福星               | 死氣喉                 | 洪金寶、馮淬帆、岑建勳、秦祥林、鍾楚紅                                                                 | 台：五福星，名字台譯：排氣管      |
| 1984年 | 快餐車                       | 精神病患               | 成龍、元彪、洪金寶、岑建勳                                                                             | 客串                              |
| 1984年 | 神勇雙響炮                   | 吳阿秋                 | 岑建勳、葉德嫻、陳欣健、溫碧霞、戚美珍                                                                 |                                   |
| 1984年 | 雙龍出海                     | 吳阿秋                 | 岑建勳、葉德嫻、陳欣健、惠英紅、林正英                                                                 |                                   |
| 1984年 | 上天救命                     | 陳小明探長             | 曾志偉、鍾楚紅                                                                                         |                                   |
| 1985年 | 智勇三寶                     | 吳阿秋                 | 岑建勳、葉德嫻、陳欣健、許冠文、胡茵夢                                                                 |                                   |
| 1985年 | 時來運轉                     | 戲劇演員               | 午馬、元彪、曾志偉                                                                                     | 客串                              |
| 1985年 | 福星高照                     | 大山地                 | 馮粹帆、曾志偉、秦祥林、洪金寶、胡慧中、曹達華                                                         |                                   |
| 1985年 | 夏日福星                     | 大山地                 | 馮粹帆、曾志偉、苗僑偉、洪金寶、胡慧中、曹達華、關之琳、岑建勳                                         |                                   |
| 1986年 | 最佳福星                     | 大山地                 | 馮粹帆、曾志偉、苗僑偉、洪金寶                                                                         |                                   |
| 1986年 | 雙龍吐珠                     | 吳阿秋                 | 岑建勳、葉德嫻、陳欣健、羅美薇、陳惠敏                                                                 |                                   |
| 1986年 | 八喜臨門                     | 吳福基                 | 馮寶寶、呂方、羅美薇、關佩琳、陳百強、樓南光、李麗珍                                                   |                                   |
| 1986年 | 富貴列車                     | 阿漢                   | 洪金寶、元彪、鄭文雅、鍾鎮濤、曾志偉                                                                   |                                   |
| 1987年 | 靈幻先生                     | 明叔                   | 林正英、樓南光、呂方                                                                                   |                                   |
| 1987年 | 表哥到                       | 吳德大                 | 午馬、鍾鎮濤、黃韻詩、孟海、太保                                                                       |                                   |
| 1987年 | 美男子                       | Richard Chow           | 董驃、鄭裕玲、黃韻詩、沈殿霞、何美婷、黎明                                                             |                                   |
| 1987年 | 不是冤家不聚頭               | 余大地                 | 蕭芳芳                                                                                                 |                                   |
| 1987年 | 中華戰士                     |                        | 楊紫瓊、爾冬陞、盧冠廷、劉芊蒂                                                                         |                                   |
| 1988年 | 金裝大酒店                   | 騙子吳姿               | 張學友、曾志偉、葉童、王祖賢、夏汶夕、鍾楚紅                                                           | 台：大飯店                        |
| 1988年 | 神探父子兵                   |                        | 劉德華、蕭紅梅、錢小豪                                                                                 | 台：義勇先鋒                      |
| 1988年 | 鬼掹腳                       | 東灣警長               | 張堅庭、高麗虹、午馬、鍾發、元華、元奎、火星                                                           | 台：鬼抓人                        |
| 1988年 | 褲甲天下                     | 褲王                   | 沈殿霞、秦祥林、張艾嘉、金燕玲、盧冠廷、陸劍明                                                         |                                   |
| 1988年 | 继续跳舞                     | 律師                   | 林憶蓮、繆騫人、曾志偉、李麗珍、羅冠蘭、新馬師曾                                                       |                                   |
| 1988年 | 皇家師姐III之雌雄大盜        |                        | 楊麗青                                                                                                 |                                   |
| 1989年 | 開心巨無霸                   | 黑面神                 | 鄭則士、瑪麗亞、葉子媚                                                                                 |                                   |
| 1989年 | 福星闖江湖                   | 大山地                 | 馮粹帆、曾志偉、苗僑偉、劉嘉玲、盧海鵬、唐麗球、曹達華、王青                                           |                                   |
| 1989年 | 花心三劍俠                   | 戴文豪                 | 恬妞、邵美琪、樓南光、劉錫賢、文雋                                                                     |                                   |
| 1989年 | 老虎出監                     | 吳誠才                 | 狄龍、呂琇菱、鄭則仕                                                                                   |                                   |
| 1989年 | 小小小警察                   | 警察                   | 曾志偉、張曼玉                                                                                         |                                   |
| 1989年 | 奇蹟                         | 探長                   | 成龍、梅艷芳、歸亞蕾、午馬                                                                             |                                   |
| 1990年 | 滾滾紅塵                     | 老闆                   | 林青霞、秦漢、張曼玉                                                                                   |                                   |
| 1990年 | 龍鳳賊捉賊                   |                        | 元彪、高麗虹                                                                                           |                                   |
| 1990年 | 衰鬼撬牆腳                   | 幸高                   | 陳友、王文君、司馬燕、劉玉婷                                                                           | 台：衰鬼要上床                    |
| 1990年 | 夜魔先生                     |                        | 張堅庭、李賽鳳                                                                                         |                                   |
| 1991年 | 黐線枕邊人                   | 周老闆                 | 洪金寶、鄭裕玲                                                                                         | 台：老么真命苦                    |
| 1991年 | 洪福齊天                     | 警察                   | 洪金寶                                                                                                 | 台：鬼賭鬼，客串                  |
| 1991年 | 豪門夜宴                     | 曾伯                   | 曾志偉、鄭裕玲、關之琳、梁家輝、林子祥、梁朝偉、任達華、劉兆銘                                         |                                   |
| 1992年 | 五福星撞鬼                   | 大山地                 | 馮粹帆、曾志偉、秦祥林、洪金寶、陳百祥、呂少玲、邱月清                                                 |                                   |
| 1992年 | 精靈變                       | 殯儀館老闆             | 吳鎮宇、倪星                                                                                           |                                   |
| 1993年 | 超級學校霸王                 | Richard Yu/青面佬      | 鄭伊健、張衛健、苑瓊丹、邱淑貞、劉德華、張學友、任達華、劉小慧、盧惠光、郭富城、楊采妮、許志安、周比利 |                                   |
| 1993年 | 皆大歡喜                     | 李大財                 | 沈殿霞、黃百鳴、吳君如、林子祥、毛舜筠、李婉華、胡楓、張鳳妮                                           |                                   |
| 1993年 | 倚天屠龍記之魔教教主         | 青翼蝠王韋一笑         | 李連杰、洪金寶、邱淑貞、張敏                                                                           |                                   |
| 1995年 | 冇面俾                       |                        | 洪金寶、元彪                                                                                           | 台：摩登笑探                      |
| 1995年 | 追男仔                       | 程勝                   | 鄭伊健、張曼玉、邱淑貞、林志穎、吳君如、梁家輝、張學友、林青霞、胡楓                                   |                                   |
| 1995年 | 流氓醫生                     | 鮑呈                   | 梁朝偉                                                                                                 |                                   |
| 1996年 | 運財五福星                   | 大山地                 | 馮粹帆、曾志偉、秦祥林、洪金寶、葉芳華、馮秀燕、宮雪花、曹達華                                         |                                   |
| 1997年 | 黃飛鴻之西域雄獅             | 漢叔                   | 李連杰、關芝琳                                                                                         |                                   |
| 2000年 | 一見鍾情                     | Robert                 | 黎明、張曼玉、葛民輝                                                                                   |                                   |
| 2000年 | 江湖告急                     | 賣飾品阿伯             | 梁家輝、吳君如                                                                                         |                                   |
| 2001年 | 北京樂與路                   | 吳德輝(米高父)         | 吳彥祖、舒淇                                                                                           |                                   |
| 2001年 | 美猴王 (迷你剧)              | 中国政府官员           | 王盛德、白灵                                                                                           | 客串                              |
| 2002年 | 我老婆唔夠秤                 | 教授                   | 鄭伊健、蔡卓妍、林珊珊、廖碧兒                                                                         | 台：我老婆未滿18歲，客串          |
| 2003年 | 無冕皇帝                     | 總編輯-Uncle           | 黎姿、劉小慧、蘇志威、張堅庭                                                                           |                                   |
| 2003年 | 炮製女朋友                   | 富商張天               | 鄭伊健、趙薇、梁靜                                                                                     |                                   |
| 2003年 | 古墓丽影：生命的摇篮         | 買家(六大犯罪集團高層) | 安潔莉娜·裘莉                                                                                          | 台：古墓奇兵：風起雲湧盜，客串    |
| 2006年 | 三分鐘先生                   | 鍾繼昌                 | 鄭中基                                                                                                 |                                   |
| 2007年 | 生日快樂                     | 小米父                 | 古天樂、劉若英、郭羨妮                                                                                 |                                   |
| 2010年 | 狄仁杰之通天帝国             | 太醫王博               | 刘德华                                                                                                 | 台：通天神探 狄仁傑               |
| 2010年 | 抱抱俏佳人                   | 楊生(富豪)             | 林峯、楊千嬅、周秀娜                                                                                   |                                   |
| 2011年 | 猛男滾死隊                   | 朱玉麟                 | 曾志偉、狄易達、詹瑞文、杜汶澤、王晶、周秀娜、楊梓瑤、徐自賢、朱裕琳、江怡、張可頤、陳法蓉、麥玲玲     |                                   |
| 2011年 | 影子情人                     | (客串)                 | 張柏芝、權相佑、張韶涵                                                                                 |                                   |
| 2012年 | 商戰（Supercapitalist）      | Donald Chang           | 曾江、丁溫慶                                                                                           |                                   |
| 2013年 | 殭屍                         | 冬叔/殭屍              | 錢小豪、鍾發、惠英紅、陳友、盧海鵬                                                                     |                                   |
| 2015年 | 五個小孩的校長               | 何伯                   | 楊千嬅、古天樂                                                                                         |                                   |
| 2015年 | 港囧                         | 電梯老伯               | 徐崢、趙薇、包貝爾                                                                                     |                                   |
| 2016年 | 此情此刻                     | 陳初                   | 林家棟、潘燦良                                                                                         |                                   |
| 2017年 | 天師歸來                     | 張天師                 | 錢小豪                                                                                                 | 網絡電影                          |
| 2017年 | 救殭清道夫                   | 聰叔                   | 錢小豪、蔡瀚億、林明禎                                                                                 |                                   |
| 2017年 | 生化藥屍                     |                        | |                                   |
| 2018年 | 一家亲亲过好年               | 梁水                   | 朱咪咪、李欣怡                                                                                         | 马来西亚贺岁电影，中国版本由 配音 |
| 2019年 | 朝花夕拾．芳華絕代           |                        | |                                   |
| 2019年 | 如珠如寶                     | 梁子彥                 | |                                   |
| 2019年 | 九龍不敗                     | 王炳昌                 | |                                   |
| 2019年 | 殺人之夏                     |                        | |                                   |
| 2019年 | 回到中国（Go Back to China） | Teddy Li               | 安娜·艾卡娜、陳凌                                                                                      |                                   |
| 2020年 | 家有囍事2020                 | 老吳                   | |                                   |
| 2023年 | 風再起時                     | 蔡林                   | 郭富城、梁朝偉、杜鵑                                                                                   | 臨終前最後作品，2017年拍攝        |

### 電視節目
- 1972年 《雙星報喜》（客串）（無綫電視）
- 1976年 《點只咁簡單》（無綫電視）
- 1989年至1990年 《吳耀漢攪攪震》（亞洲電視）
- 1990年 《六星級攪攪震》（亞洲電視）
- 2015年 《帶阿媽去旅行》（有線電視）

### 電視劇
- 1975年 《群星譜之王釧如》 （無綫電視）
- 1978年 《小時候》－漫畫家 （香港電台）
- 1989年 《司機大佬》（亞洲電視）
- 1996年 《屋簷下》－二人新世界 （香港電台）
- 2009年 《流金頌》－落葉歸根 飾 何Sir（香港電台）
- 2010年 《愛回家》－爺爺的大玩偶 飾 鍾師傅（香港電台）
- 2011年 《廉政行動2011》（香港電台）
- 2015年 《傘開以後》－ 困 (雨傘運動一周年系列) 飾 爺爺（香港電台）
- 2016年 《我的家庭醫生Ⅱ》飾 林伯（香港電台）
- 2016年 《有倉出租》飾 吳漢（香港電台）
- 2017年 《閃婚100天》飾 許偉堅（奇妙電視）
- 2018年 《VR驅魔人》（ViuTV）

### 廣告
- 香港癌症基金會
- 嘉士伯

## 外部連結
- 傘開以後（半小時版）（页面存档备份，存于）

- 吳耀漢在香港影庫上的簡介